# Pirkanmaa
| Pirkanmaa címere                 |                                   |
| Tartomány                        | Nyugat-Finnország                 |
| Történelmi tartományok           | Satakunta                         |
| Terület                          | 14 292 km²                        |
| Lakosság - Összesen - Népsűrűség | 468 986 (2005-12-31) 32,8 fő/ km² |
| Pirkanmaa elhelyezkedése         |                                   |

Pirkanmaa, svédül Birkaland Finnország második legnagyobb régiója. Pirkanmaa a következő régiókkal határos: Satakunta, Kanta-Häme Päijät-Häme, Dél-Pohjanmaa és Közép-Finnország. A régió területe 14 292 km², ahol megközelítőleg 450 000 ember él. A régió 28 településből áll, köztük 11 város található. A régió központja Tampere.
| 1. Akaa (13 894) 2. Hämeenkyrö (10 215) 3. Ikaalinen (7 543) 4. Juupajoki (2 211) 5. Kangasala (27 092) 6. Kihniö (2 332) 7. Lempäälä (18 494) 8. Mänttä-Vilppula (6 481) 9. Mouhijärvi (3 037) 10. Nokia (29 557) | 1. Orivesi (8 893) 2. Pälkäne (6 918) 3. Parkano (7 301) 4. Pirkkala (15 223) 5. Punkalaidun (3 425) 6. Ruovesi (5 352) 7. Sastamala (3 910) 8. Tampere (205 541) 9. Urjala (5 573) 10. Valkeakoski (20 336) 11. Vammala (16 671) 12. Virrat (7 778) 13. Ylöjärvi (25 530) | Pirkanmaa települései |